# Осада Спрингфилда
Осада Спрингфилда (англ. Siege of Springfield) — нападение индейцев-агавамов на город Спрингфилд 5 октября 1675 года во время Войны Короля Филипа. Первоначально отношения между английскими колонистами и агавамами были дружественными, но после сомнительных сделок с землёй они начали портиться, а начавшийся конфликт сыграл роль катализатора. 
Несмотря на то, что горожане Спрингфилда были предупреждены о нападении, индейцы сожгли множество  домов, а также мельницы и лесопилки, при этом был убит лишь один человек, а четверо ранены. Большая часть Спрингфилда оставалась в руинах ещё долгое время.